# Mariah Carey
Mariah Carey (* 27. března 1969, Huntington, New York, USA) je americká zpěvačka, textařka, hudební producentka a herečka. Proslavila se v roce 1990 svým debutovým albem Mariah Carey, které se stalo multi platinovým. Vzešly z něj čtyři singly, které se všechny dostaly na vrchol americké hitparády Billboard Hot 100. Pod vedením Tommyho Mottoly, ředitele Columbia Records a později jejího manžela, pokračovala Carey se sbíráním úspěchů s dalšími alby Emotions (1991), Music Box (1993) a Merry Christmas (1994). Stala se tak nejprodávanější zpěvačkou v historii nahrávací společnosti Columbia Records. Album Daydream (1995) změnilo historii, když píseň „One Sweet Day“, duet s Boyz II Men nacházející se na tomto albu, strávil rekordních šestnáct týdnů na vrcholu hitparády Billboard Hot 100. Během nahrávání dalšího alba Butterfly (1997) zažívala bouřlivý rozvod s Mottolou a začala se po hudební stránce přesouvat od R&B a popu spíše k hip hopu.
Carey odešla od Columbia Records v roce 2000, kdy podepsala smlouvu s Virgin Records America za rekordních 100 milionů dolarů. V roce 2001, pár týdnů před vydáním filmu Glitter a soundtracku k němu, se fyzicky a emočně zhroutila a byla hospitalizována kvůli závažnému vyčerpání. Následující neúspěch filmu i soundtracku vedle Virgin Records k vykoupení jejich smlouvy s Carey, což vedlo k úpadku její kariéry. V roce 2002 podepsala multi milionovou smlouvu s Island Records a po delší neúspěšné době se vrátila na vrcholky hitparád s albem The Emancipation of Mimi (2005). Píseň „We Belong Together“ se stala jedním z jejích nejúspěšnějších singlů a později byla hudebním magazínem Billboard jmenována „Písní dekády“. V roce 2009 si Carey zahrála ve filmu Precious, který byl kritiky pozitivně ohodnocen. Za svůj herecký výkon byla oceněna v kategorii „Průlomový výkon“ na Mezinárodním filmovém festivalu v Palm Springs, a byla nominována na ceny Black Reel a NAACP Image Award.
Za svou kariéru prodala přes 200 milionů hudebních nosičů, což z ní dělá jednoho z nejprodávanějších umělců všech dob. V roce 1998 byla na World Music Awards oceněna jako nejprodávanější umělec 90. let. V roce 2000 byla jmenována nejprodávanější ženskou umělkyní milénia. Podle Recording Industry Association of America je s 63,5 miliony prodaných alb třetí nejprodávanější ženskou umělkyní v historii Spojených států. Píseň „Touch My Body“ (2008) se stala jejím osmnáctým singlem, který se dostal na první příčku americké hitparády, což z ní dělá jediného sólového umělce v historii, kterému se to povedlo. V roce 2012 byla Carey v seznamu „100 nejlepších žen v hudbě“ od VH1 zařazena na druhém místě. Kromě komerčních úspěchů vyhrála pět cen Grammy, 19 cen World Music, 11 cen American Music a 31 cen Billboard Music. Je proslavená svým pětioktávovým hlasem, silným a melismatickým stylem zpěvu a používáním fistule. V Guinnessově knize rekordů je označena jako „nejvyšší zpěvných ptáků“.

## Dětství
Narodila se 27. března 1969 v Huntingtonu, Long Island, New York operní zpěvačce irského původu Anne Patricii Hickey a leteckému inženýrovi afrovenezuelského původu Alfredovi Royovi Careymu, kteří spolu měli tři děti – nejstarší Alison (* 1959), Morgan (* 1961) a nejmladší Mariah (* 1969). Mariah získala své tehdy neobvyklé jméno podle písně They Call the Wind Mariah z původního Broadwayského muzikálu Paint Your Wagon (1951). Rodina se potýkala s rasovou nesnášenlivostí, v té době se smíšeným manželstvím nepřálo. Z důvodu zvyšujícího se napětí a osobních problémů kvůli národnosti se rodiče rozvedli, když byly Mariah tři roky. Patricia měla několik zaměstnání, příležitostně se živila jako operní zpěvačka a vokální trenérka. Mariah vzpomíná, jak asi ve čtyřech letech často potají zalezla s rádiem pod peřinu a zpívala si. V hudbě našla svůj únik od problémů. Matka odhalila pěvecký talent Mariah a ve zpěvu jí podporovala. Během školních let Mariah excelovala v předmětech jako je literatura, umění a hudba. Začala psát básně a přidávat k nim melodie. Už v útlém věku používala tzv. fistuli, její matka začala okamžitě pracovat na jeho kontrole.
Mariah vystudovala Harborfields High School, i když kvůli svým hudebním zájmům na Long Islandu často ve škole chyběla. Během začátku hudební kariéry se právě na Long Islandu seznámila s muzikanty jako jsou Gavin Christopher a Ben Margulies, se kterými napsala materiál pro svou demo nahrávku. Přestěhovala se do New Yorku a příležitostně pracovala jako servírka. Později začala zpívat jako sboristka.

## Objev a raná kariéra
Coby osmnáctiletá zpívala Mariah jako vokalistka u zpěvačky Brendy Starrové. Obě se brzo staly kamarádkami a jak jejich přátelství rostlo, tím víc chtěla Brenda pomoci Mariah prorazit do hudebního průmyslu. Jedné páteční noci v prosinci 1988 se Brenda a Mariah setkaly na párty s manažerem Columbia Music Tommy Mottolou a Brenda K. Starr mu zde předala demo nahrávku Mariah. Mottola si pásku přehrál v autě při cestě z večírku a byl zaujat talentem, který slyšel. Otočil se a vrátil se na párty, ale Mariah už byla pryč. Přes Brendin management Mariah kontaktoval a následně ji pozval s její matkou do Columbia music a zanedlouho Mariah podepsala smlouvu. Tommy Mottola začal ihned mapovat vstup Mariah do světa středního proudu, naverboval nejlepší producenty tehdejší doby jako jsou Ric Wake, Narada Michael Walden. Columbia Music a manažer Tommy Mottola naplánovali Mariah postavit na trh jako hlavní pěveckou umělkyni jejich společnosti, jako konkurentku hvězd dalších nahrávacích společností Arista a Sire Records jako tehdy byly Whitney Houston a Madonna.
12. června 1990 vydala debutové album nazvané Mariah Carey. Columbia utratila více než milion dolarů na propagaci alba, což mělo za následek obrovské úspěchy. Mariah byla v hitparádě Billboard Hot 100 na prvním místě celkem 11 po sobě jdoucích týdnů. Všechny čtyři singly z alba Vision of Love, Love Takes Time, Someday a I Don't Wanna Cry se dostaly na první příčku, což se zatím nikomu jinému nepodařilo. Odměna se dostavila i v podobě dvou cen Grammy za nejlepšího nového umělce a nejlepší ženský popový hlasový výkon (skladba Vision of Love). Album se dále stalo nejprodávanějším albem roku 1991 v USA, jeho prodejnost dosáhla 15 milionů, album bylo 9× platinové. Mariah ihned začala nahrávat své druhé studiové album nazvané Emotions, které vyšlo 17. září 1991. Prvním stejnojmenný singl se dostal na první místo. Druhý singl Can't Let Go se dostal na druhé místo. Třetí singl Make It Happen se dostal na páté místo. Mariah byla kritikou uznávána za posun v textařství, produkci i za nový zvuk. Alba se prodalo celosvětově přes 8 milionů kusů, čímž selhalo při pokusu dosáhnout komerční úspěch předchozího debutového alba.
Kritika začala spekulovat o tom, že Mariah je pouze studiovou zpěvačkou, i když měla za sebou několik televizních vystoupení. Mariah se tedy v roce 1992 rozhodla vystoupit na MTV Unplugged show hudební televize MTV. Měly na něm zaznít dosavadně nejlepší a nejsilnější hity Mariah. Několik dnů před tímto vystoupením se Carey a Afanasieff dohodli na přidání coververze starší písně, což by přineslo něco jiného a nečekaného. Nazkoušeli píseň kapely The Jackson 5 s názvem I'll Be There. Dne 16. března 1992 Mariah natáčí svůj MTV Unplugged, který se po kladném přijetí kritiky stává jedním z nejčastěji hraných MTV Unplugged vůbec. Tento úspěch přiměl vedení Sony k vydání vystoupení jako MTV Unplugged EP (extended play). Album mělo vzhledem k menšímu počtu skladeb sníženou cenu a setkalo se s úspěchem, jak umlčením kritiků, kteří tvrdili že Mariah je pouze studiovou zpěvačkou, tak svou prodejností. Album se stalo 3× platinovým v USA a na několika evropských trzích získalo certifikaci Zlaté a Platinové desky.

## Celosvětový úspěch

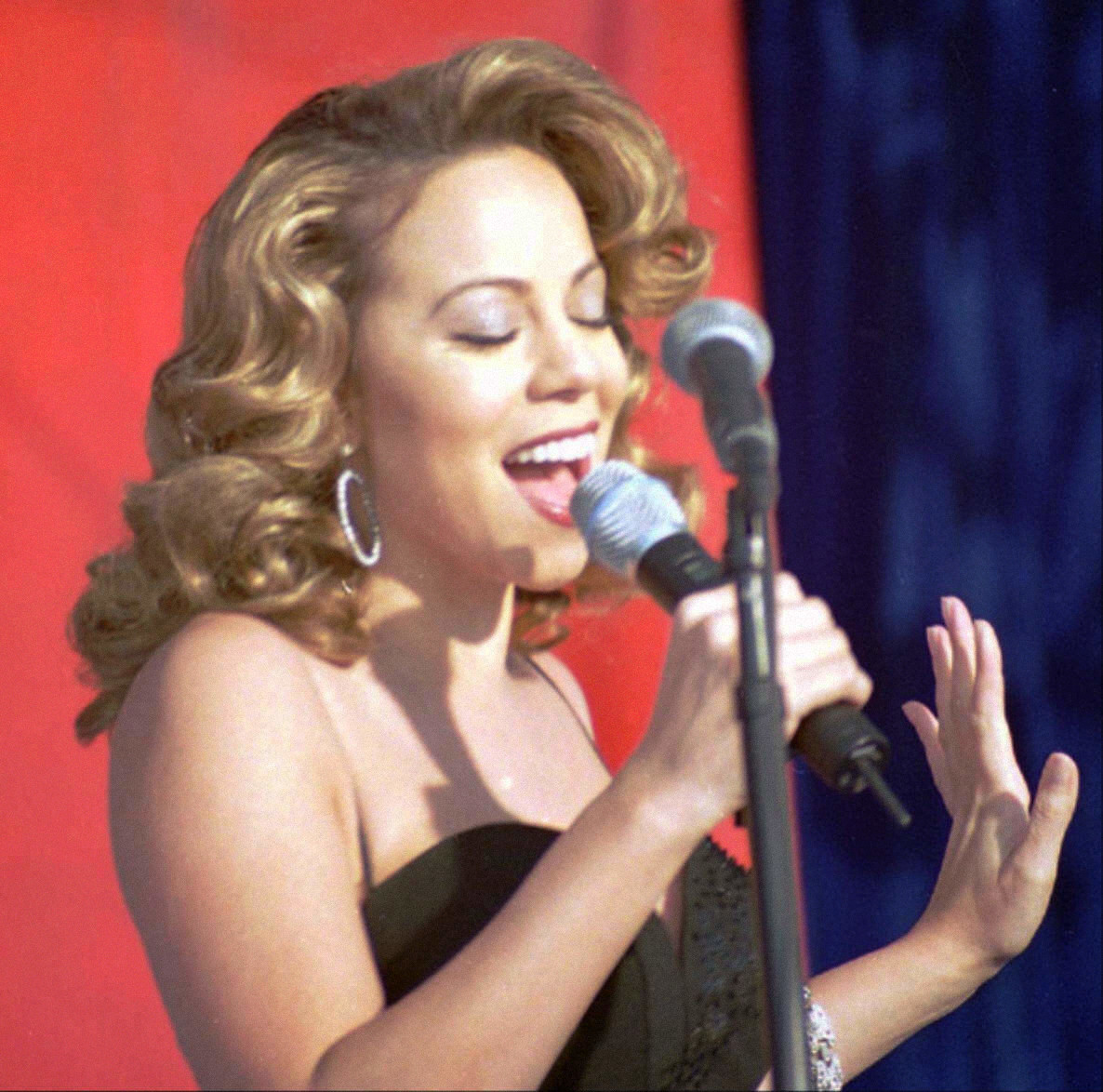
Mariah Carey během vystoupení v roce 1998

V roce 1993 Carey začala pracovat na svém třetím studiovém albu Music Box. Po nepříliš velkém úspěchu alba Emotions ve srovnání s debutem Mariah Carey se Carey a Columbia dohodli, že další album bude obsahovat více popově orientovaný materiál, aby oslovilo širší spektrum posluchačů. Carey převážně pracovala s Afanasieffem, se kterým napsala většinu materiálů pro své třetí album. Během nahrávání desky se vztah Carey a Mottoly vyvinul romantičtějším směrem a 5. června 1993 se konala ohromná svatba za účasti největších celebrit té doby, včetně Barbry Streisand, Billyho Joela, Glorie Estafan a Ozzyho Osbournea.
31. srpna 1993 vychází album Music Box, debutující na prvním místě hitparády Billboard200. Album se setkalo převážně s dobrou kritikou, zatímco někteří chválili popově orientovanější zvuk, někteří Carey kritizovali za umírněnější použití hlasového rozsahu. První singl Dreamlover se dostal na první příčku. Druhý singl Hero rozšířil popularitu Carey v Evropě a také se stal jedním z nejvíce inspirativních songů. Singl se též dostal na první příčku. Třetí singl Without You, předělávka skupiny Badfingers, se v USA se dostal na třetí příčku, kdežto v Evropě byl jedničkou. Album Music Box se stalo jedním z komerčně nejúspěšnějších studiových alb natočených v 90. letech, prodalo se ho 32 milionů kusů. Téhož roku vyráží Mariah na své první světové turné Music Box Tour.
Následuje vánoční album vydané na podzim roku 1994 Merry Christmas, které doprovází legendární hit All I Want for Christmas Is You a stalo vůbec nejprodávanějším vánočním albem všech dob. All I Want for Christmas Is You je každoročně v období Vánoc nejstahovanější vyzváněním pro mobilní telefony.
V roce 1995 vydává Sony music další řadové album nazvané Daydream. V pilotním singlu Fantasy jsou již daleko více patrné sklony k RnB a hip-hopu a tento singl debutoval na první příčce. Videoklip režírovala vůbec poprvé sama zpěvačka. Na albu spolupracuje vůbec poprvé s Jermainem Dupri, který později nechybí na žádném jejím albu. Singl One Sweet Day nazpívaný s boy band kapelou Boyz II Men se okamžitě stal dalším velkým hitem i v Evropě. Singl též debutoval na první příčce kde vydržel 16 týdnů. Takto dlouho na prvním místě měla singl pouze ona sama. V remixové verzi hitu Fantasy spolupracuje s raperem ODB. Třetí singl Always Be My Baby, ve kterém spolupracuje právě s Jermainem Dupri se také dostal na první místo. V roce 1996 se vydává na světové turné Daydream Tour. Koncerty byly zaznamenány na DVD, např. Live at Madison Square Garden nebo Live in Japan (Tokio). Prodejnost alba dosáhla prodejnosti Music Boxu. Daydream bylo prodáno 25 milionů kusů. Její úspěch se odrazil na osobním životě. Mariah si musí vždy velmi těžce prosadit svůj vlastní styl, což se jí podařilo jen málokdy, vzhledem k velmi silné a strategicky plánované masivní produkci jejích alb společností Sony, s cílem přivést co nejvíce posluchačů. Mariah se stávala loutkou.

## Změna stylu a osamostatnění
Rok 1997 znamená pro Mariah velké změny. Rozvádí se se svým manželem Tommym Mottolou. Ve svých pozdějších interview pak Mariah často mluví o přehnané kontrole, manipulaci a také násilí. Mariah své pocity vyjadřuje ve velmi osobních skladbách, které často ani nemohla vydat, příkladem je balada Looking in z alba Daydream (1996). Tuto píseň Mariah zpívala poprvé naživo až v roce 2013 u příležitosti charitativního vystoupení s Newyorskou filharmonií a také zde uvedla, že se s zařazením této skladby na album téměř dostala do problémů. Je nesporné, že Tommy Mottola měl svou vlastní vizi o Mariah Carey a o mainstreamovém popu, který by zaujal většinu posluchačů a tak byla její tvorba manipulována. S tímto postojem však Carey nesouhlasila a to nakonec vedlo k jejímu osamostatnění.
Ponořila se do nahrávání nového alba Butterfly, které vyšlo v roce 1997. Na albu se už projevuje vliv hip-hopu a rhythm and blues. Prvním singlem se stal Honey, houpavý hip-hopový rnb song, který zdvihl velký rozruch co se týče videoklipu. Diváci a posluchači byli do té doby u Mariah zvyklí pouze na konzervativní styl oblékání, Mariah se objevovala vždy zahalená buď v černých dlouhých šatech nebo v riflích. Vůbec poprvé Carey ukazuje svůj sex-appeal. Byl to záměr ukázat osvobození od vlivu Mottoly. Song Honey se vyhoupl na 1. místo. Druhý singl je Butterfly je velmi silnou baladou a symbolem jejího osamostatnění. Videoklip je velmi emotivní a text metaforicky popisuje osobní důvody k osamostatnění se, odchodu. Od této doby se na všech singlech a deskách Mariah objevuje symbol motýla. Třetí singl My All, balada se španělskou kytarou, kastaněty a tradičně gradující melodií se dostal na první příčku a ovládl také dancefloor v podobě klasických house remixů, které vytvořil známý DJ David Morales. Album Butterfly bylo komerčně velmi úspěšné. Je popové princezny, Mariah Carey se stává sexsymbolem.
Mariah se začíná věnovat dalším projektům, které jí během jejího manželství nebyly povoleny. V dubnu 1997 se objevila na benefičním koncertu VH1 Divas Live, kde zpívá s dalšími hvězdami jako je Aretha Franklin, Celine Dion, Carol King, Gloria Estefan a Shania Twain. Začíná pracovat na projektu „All that glitters“, který byl později přejmenován na Glitter. Avšak vedení Sony chce vydat kompilaci největších hitů Mariah, vzhledem k blížící se komerční vánoční sezóně, a to bez přidání nových skladeb. S tímto Mariah nesouhlasí, myslí si, že by toto album mělo být kompilací těch nejosobnějších písní a také nových písní, ne pouze těch komerčně úspěšných. Vedení však kolekci osobních písní zamítlo, Mariah tedy nakonec souhlasila s tím, že album #1's bude obsahovat jak hity číslo 1, tak i 4 nové písně. Mezi novými skladbami je duet s Whitney Houston, When You Believe, který byl zařazen i na soundtrack k filmu The Prince of Egypt. Veřejnost byla překvapena spoluprací Mariah a Whitney, coby velkých popových rivalek. Jak Mariah i Whitney později řekly, vždy na sebe hleděly se vzájemným respektem a během natáčení songu i jeho propagaci a několika společných vystoupeních se staly přítelkyněmi. Album #1's se stalo úspěšným, po celém světě se ho prodalo 15 milionů kusů.
V roce 1999 vychází poslední album Mariah u Sony Music s názvem Rainbow. V září byl vydán první singl Heartbreaker. Song se okamžitě stal hitem číslo jedna. Videoklip k této písni se stal pátým nejdražším videem v hudební historii. Album Rainbow bylo hodně ovlivněno RnB. Album se v USA dostalo na druhé místo. Celosvětově se ho prodalo 12 milionů kusů. Po odvážnějším singlu Heartbreaker vychází druhý singl Thank God I Found You, ten se stal patnáctým hitem číslo jedna. Třetí singl Can't Take That Away (Mariah's Theme) se dostal na #28 a je hymnou fanoušků.

## Psychické zhroucení a film Glitter

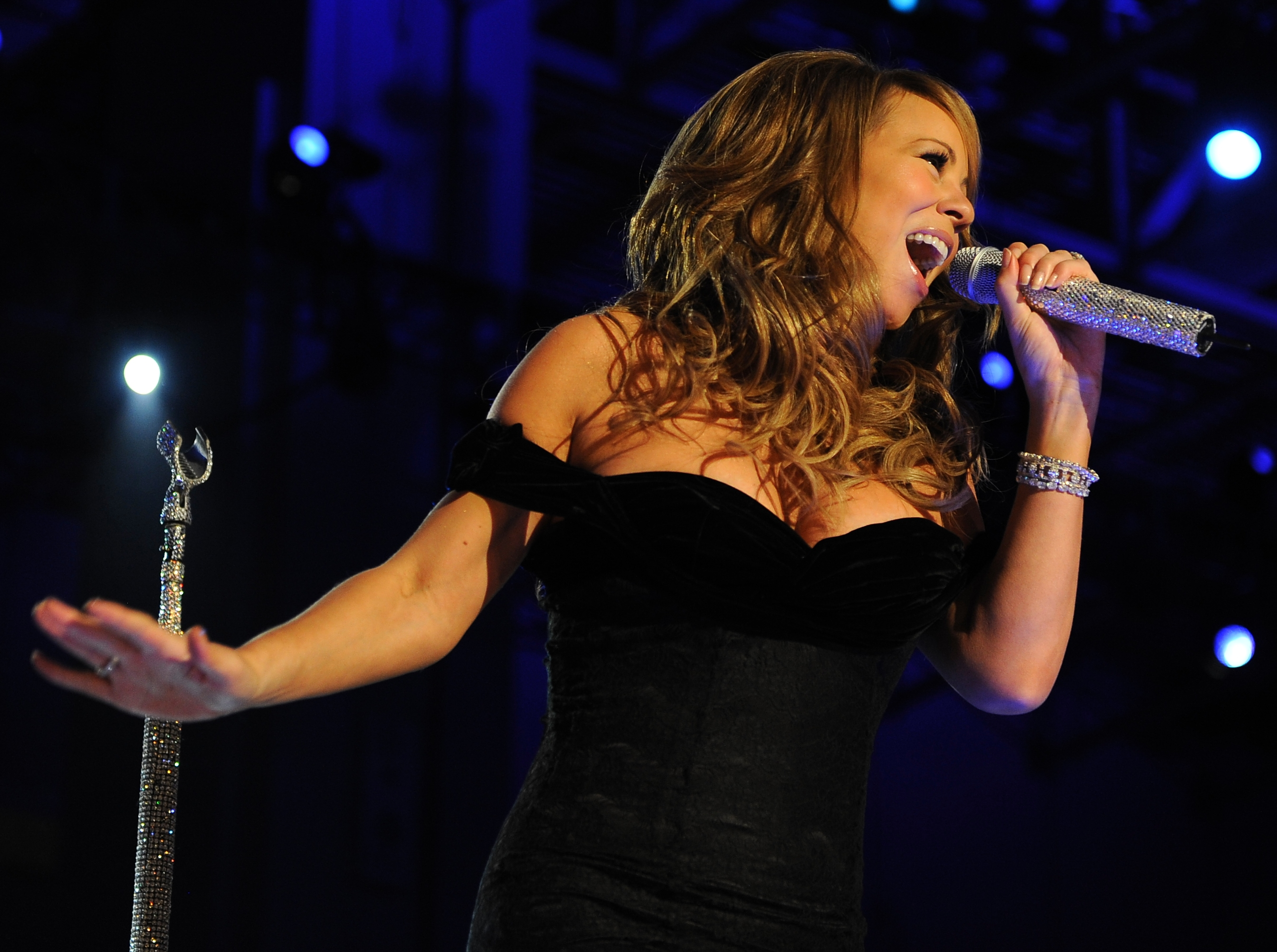
Marieh Carey během vystoupení v roce 2009

V roce 2001 podepsala jednu z nejlukrativnějších smluv v celém hudebním průmyslu. Po odchodu ze Sony Music jí Virgin nabídla kontrakt na několik desítek miliónů. Po dvouleté pauze od vydání alba Rainbow, které se ještě více přiblížilo hip-hopu a obsahuje píseň Can't Take That Away, která se stala hymnou fanoušků.
Pustila se do natáčení filmu Glitter, který je mylně označován jako autobiografický. Film byl v České republice uváděn pod názvem Stát se hvězdou. K němu mělo být vydáno stejnojmenné album – soundtrack k filmu ve stylu 80. let. Bohužel vydání alba 11. září 2001 bylo ovlivněno teroristickými útoky, což zapříčinilo nulovou návštěvnost a kritici Mariah označili hned po Madonně za nejhorší herečku.
Na propagaci alba Glitter vydávala mnoho energie, spala dokonce jen tři hodiny denně a k tomu se jí rozpadl vztah. O soukromých problémech Mariah psal zejména bulvární tisk, který se zmiňoval o nepotvrzeném pokusu o sebevraždu a dalších problémech. Ona sama se ocitla v psychiatrické léčebně, o čemž později psaly všechny prestižní časopisy. Prvním singlem byl Loverboy který se dostal na druhé místo. Alba Glitter se celosvětově prodalo 3,5 milionů kusů. Nakladatelství Virgin očekávalo prodejnost Music Boxu dalo jí pohádkové odstupné. Sony Music využila situace a vydala 2CD s největšími hity (Greatest Hits). Úspěch se ale nedostavil, až v roce 2005, kdy výběr hitů vyšel v reedici.

## Comeback ve velkém stylu
V roce 2002 vydala pod novým labelem Island Def Jem album Charmbracelet. Toto její nejosobnější album se fanouškům moc líbilo, bohužel kritikům se změna stylu nelíbila. Ona sama toto album hodně propagovala a vydala se i na celosvětové turné Charmbarcelet World Tour. První singl byl Trough The Rain, který se dostal na #81.
Opravdový comeback se konal až v roce 2005, kdy vyšlo dlouho očekávané album The Emancipation of Mimi. Hned první singl It's Like That zaznamenal úspěch po celém světě. V USA se dostal na #16. Album se hned po uvedení do obchodů dostalo na první místo. Další úspěch zaznamenal druhý singl We Belong Together. Tato skladba se zařadila mezi její nejúspěšnější skladby, hned se v USA vyšplhala na první místo a zůstala tam 14 týdnů! Mezi tím, co se singl We Belong Together držel na první příčce, vychází další singl Shake It Off, který se vyšplhal na druhé místo, a ona se tak zařadila mezi hrstku umělců, kterým se podařilo mít dva singly v nejlepší trojce. Díky velmi dobré propagaci si album vedlo pořád dobře. Do dnešního dne se ho prodalo okolo 10 milionů kusů a stalo se nejprodávanějším albem roku 2005. Ke konci roku byla vydána reedice obohacená o nové písničky a DVD s klipy. Singl Don't Forget About Us se v USA opět dočkal první příčky. Získala za něj několik nominací a ocenění. Dokonce získala osm nominací na ceny Grammy, nakonec proměnila tři, i když ne v hlavních kategoriích. Symbol této ceny – zlatý gramofonek – si předtím odnesla v roce 1991. Po albu následovalo úspěšné turné The Adventures of Mimi po Severní Americe s pár koncerty v Africe a Japonsku.
V roce 2008 vyšlo nové album E=MC², stylem je následovníkem The Emancipation of Mimi. Prvním singlem je Touch My Body, který se okamžitě dostal na první místo. V historickém žebříčku počtu songů tak na prvním místě porazila Elvise Preslyeho, před ní zůstali Beatles (21 skladeb na prvním místě). Druhý singl Bye Bye se dostal na #19. Třetí singl I'll Be Lovin' U Long Time se dostal na #58. Obdržela také svojí hvězdu na hollywoodském chodníku slávy v Los Angeles.
V dubnu 2008 se provdala za herce Nicka Cannona na Bahamách. V říjnu byla uvedena do Long Island Music Hall of Fame. Na inauguračním plese prezidenta Baracka Obamy v lednu 2009 zazpívala Hero.
Album Memoirs of an Imperfect Angel bylo vydáno 25. srpna 2009 a prvním singlem byl Obsessed, který měl premiéru 16. června a 31. července vyšel na CD. Singl se dostal na #7. Druhý singl I Want To Know What Love Is se dostal na #60. Třetí remixový singl Up Out My Face se dostal na #100. Její poslední film Tennessee vyhrál několik festivalových cen a další film Precious měl v květnu premiéru v Cannes, také obdržel velice příznivé kritiky. Ke konci roku vyrazila Mariah na turné Angles Advocate.

## Další Vánoce s Mariah Carey

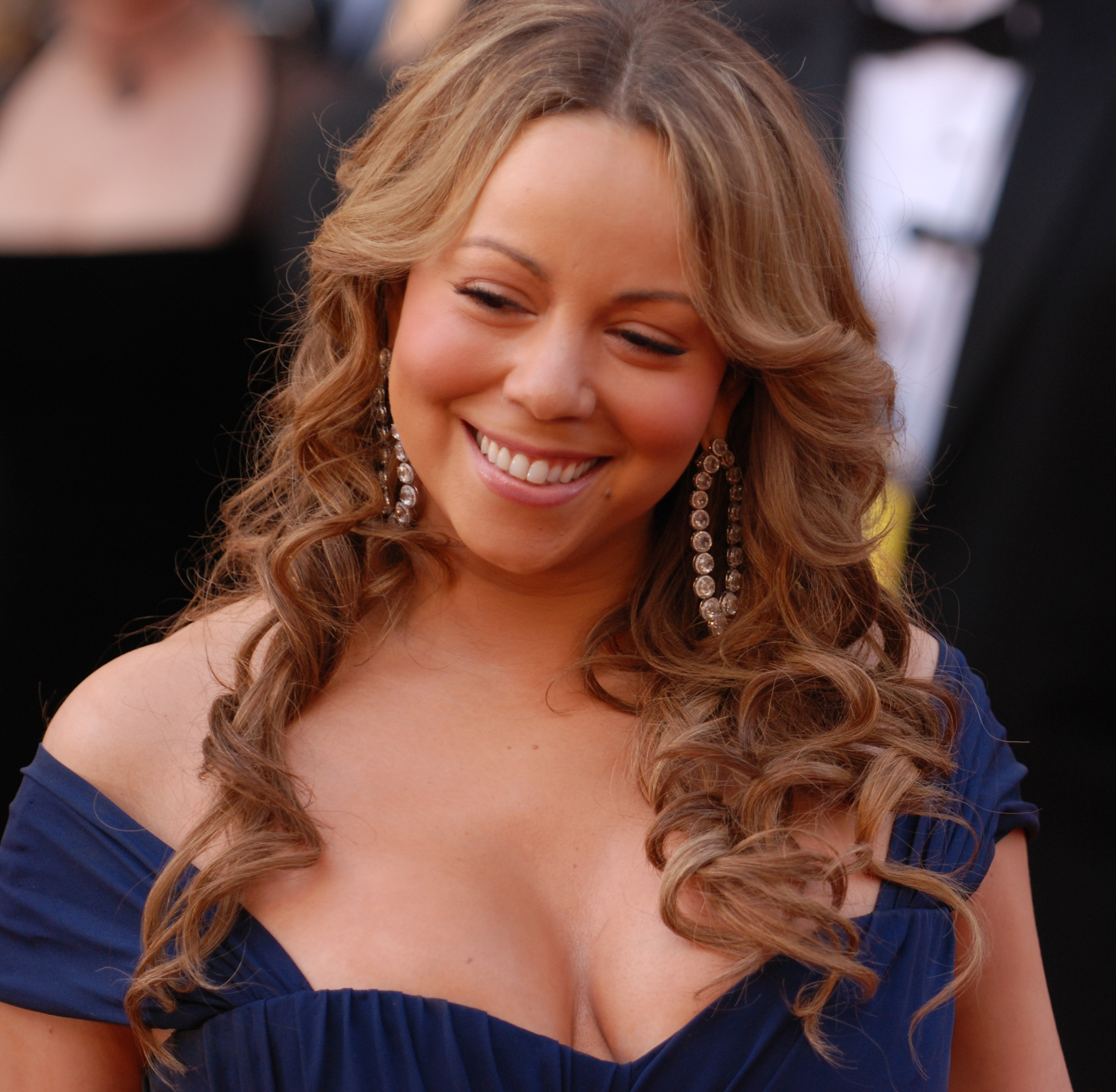
Mariah Carey během udílení cen Grammy v roce 2010

Když světoznámý fotograf David La Chapelle v dubnu 2010 prozradil, že fotil obal vánočního alba, začalo se spekulovat o tom, že Mariah točí své v pořadí druhé vánoční album, což Universal oficiálně potvrdil v srpnu. V průběhu léta se objevují další spekulace, tentokrát o tom, že je Mariah těhotná. Oficiálně své těhotenství potvrdila až v říjnu 2010, kdy se objevila v několika TV show – The Ellen DeGeneres Show, nebo Lopez Tonight.
Album Merry Christmas II You vychází v listopadu 2010. Je ekvivalentem multiplatinového alba Merry Christmas z roku 1994, kde naprosto září bezkonkurenční All I Want for Christmas Is You. Mariah navázala na obrovský úspěch a připravuje „upgrade“ v podobě nově nazpívané verze All I Want For Christmas Is You (Extra Festive). Pilotním singlem alba je však další veselá uptempo píseň Oh Santa!. Na tomto disku se objevil dlouho očekávaný duet se zpěvaččinou matkou, Patricií Carey. Společně si vybraly vkusnou směs dvou oblíbených písní O Come All Ye Faithful (původně latinská duchovní píseň z 18. století Adeste Fideles) a Hallelujah Chorus. Na album Mariah přizvala své letité spolupracovníky, dokonce i svou někdejší sboristku Melonii Daniels a také producenty jako jsou Jermaine Dupri, Bryan-Michael Cox, John Austin, Marc Shaiman. Na albu je celkem 13 skladeb.
Za svou kariéru získala 10× American Music Awards, 17× World Music Awards, 31× Billboard Music Awards, 5× Grammy Awards, 1× MTV Europe Music Awards a 9× Soul Train Awards

## Diskografie
- Mariah Carey (1990)
- Emotions (1991)
- Music Box (1993)
- Merry Christmas (1994)
- Daydream (1995)
- Butterfly (1997)
- Rainbow (1999)
- Glitter (2001)
- Charmbracelet (2002)
- The Emancipation of Mimi (2005)
- E=MC² (2008)
- Memoirs of an Imperfect Angel (2009)
- Merry Christmas II You (2010)
- Me. I am Mariah ... The Elusive Chanteuse (2014)
- Caution (2018)

## Filmografie

### Filmy
- The Bachelor (Ženich na útěku) – 1999
- Glitter (Stát se Hvězdou) – 2001
- Ally McBeal – 2002 – epizoda Playing with Matches
- WiseGirls (Mafiánky) – 2002
- State Property 2 – 2005
- Tennessee – 2008
- You Don't Mess with the Zohan (Zohan: Krycí jméno Kadeřník) – 2008
- Precious (Push) – 2009
- A Christmas Melody (Vánoční melodie) – 2015

### Hudební DVD
- The First Vision – 1991
- MTV Unplugged – 1992
- Here Is Mariah Carey – 1993
- Fantasy: Mariah Carey at Madison Square Garden – 1996
- Around The World – 1999
- 1's – 1999
- The Adventures of Mimi – 2007

### Videoklipy
- 1990 Vision of Love, Love Takes Time, Someday (7" Jackswing), Someday (12" Jackswing)
- 1991 I Don't Wanna Cry, There's Got to Be a Way, Emotions, Emotions (12" Club Mix), Can't Let Go
- 1992 Make It Happen, If It's Over, I'll Be There
- 1993 Dreamlover, Hero, Without You
- 1994 Anytime You Need a Friend, Anytime You Need a Friend (C+C Video Edit), Endless Love, All I Want for Christmas Is You, All I Want for Christmas Is You (verze 1960), Miss You Most (At Christmas Time), Joy to the World, Joy to the World (Celebration Mix)
- 1995 Fantasy, Fantasy (Bad Boy Remix), Forever, One Sweet Day
- 1996 Open Arms, El Amor Que Soñé, Always Be My Baby, Always Be My Baby (Mr. Dupri Mix)
- 1997 Honey, Honey (Bad Boy Remix), Butterfly, Breakdown
- 1998 The Roof, My All, My All/Stay Awhile, Whenever You Call, Sweetheart, When You Believe
- 1999 I Still Believe, I Still Believe/Pure Imagination (Damizza Remix), Heartbreaker, Hearbreaker (Remix), Thank God I Found You, Thank God I Found You (Make It Last Remix), Crybaby
- 2000 Can't Take That Away, Can't Take That Away (druhá verze), Against All Odds (sólo verze), Against All Odds (duet)
- 2001 Loverboy, Loverboy (Remix), Never Too Far, Don't Stop (Funkin' 4 Jamaica), Last Night a DJ Saved My Life
- 2002 Through the Rain, Boy (I Need You)
- 2003 Bringin' on the Heartbreak, I Know What You Want
- 2005 U Make Me Wanna, It's like That, We Belong Together, Shake It Off, Get Your Number, Don't Forget About Us
- 2006 Say Somethin', Don't Forget About Us (Desert Storm Remix)
- 2007 Lil' L.O.V.E.
- 2008 Touch My Body, Bye Bye, I'll Be Lovin' U Long Time, I Stay In Love, Right to Dream
- 2009 My Love, Obsessed, Obsessed Remix, Hero (nová verze), I Want To Know What Love Is, H.A.T.E.U.
- 2010 Up Out My Face, Angels Cry, Oh Santa!, O Come All Ye Faithful, Auld Lang Syne (The New Years Anthemn)